# Festival internacional d'escacs Vila de Platja d'Aro
El Festival internacional d'escacs Vila de Platja d'Aro és un torneig d'escacs que es juga a Platja d'Aro des de l'any 2013. El torneig es disputa a nou rondes per sistema suís. Està organitzat conjuntament pel Club Escacs Platja d'Aro. L'Obert Vila de Platja d'Aro és computable pel Circuit Català d'Oberts Internacionals d'Escacs. L'edició del 2016 va comptar amb la presència de l'ex-campió del món Anatoli Kàrpov.

## Historial
Quadre de totes les edicions amb els tres primers de la classificació general:
| Any  | Dates                         | Edició    | Campió           | Subcampió              | Tercer                   |
| ---- | ----------------------------- | --------- | ---------------- | ---------------------- | ------------------------ |
| 2013 | Del 24 al 29 de juny          | I Obert   | Sergejs Gromovs  | Didier Fernández Pérez | Vasily Radionov          |
| 2014 | Del 21 al 28 de juny          | II Obert  | Sergejs Gromovs  | Pol Sabrià Batlle      | Adrià Martorell Aubanell |
| 2015 | Del 20 al 27 de juny          | III Obert | Gennady Kozlov   | Sergejs Gromovs        | Jaume Mundet Riera       |
| 2016 | Del 25 de juny al 3 de juliol | IV Obert  | Mikhail Mozharov | Jordi Fluvià Poyatos   | Mikhail Krylov           |